# Gustav Almgren
Gustav Adolf (Gösta) Almgren, född 6 november 1906 i Vänersborg, död 31 augusti 1936 i Göteborg, var en svensk fäktare.
Han blev olympisk silvermedaljör i Berlin 1936.